# Тайра но Садаморі
Тайра но Садаморі (д/н —бл. 989) — середньовічний японський державний та військовий діяч періоду Хейан.

## Життєпис
Походив з самурайського роду Тайра. Син Тайра но Куніка, тіндзюфу-сьоґуна. Про дату народження та початкову кар'єру практично нічого невідомо. Ймовірно замолоду служив в імператорській гвардії. У 935 році був службовцем імператорських стаєнь. Цього року внаслідок земельної суперечки гине його батько у протистоянні зі стриєчним братом Садаморі — Тайра но Масакадо. Тоді Тайра но Садаморі зібрав власний загін та рушив проти останнього, але зазнав нищівної поразки в битві біля річки Тікума в провінції Сінано. Втім адаморі булопризначено дзьо (радником) губернатора провінції Хітаті.
938 року приніс скаргу на дії стриєчного братудо дайдзьокану, відя кого отримав наказ про розслідування дій Тайра но Масакадо. 939 року Масакадо оголосив себе імператором. 940 року було призначено сьоґуна Фудзівара но Тадабумі. До нього доєднався Тайра но Садаморі з військом у 5 тис. вояків, але який не став чекати основних сил, а разом з Фудзівара но Хідесадою (мав 4 тис. вояків) раптово атакував Тайра но Масакаду, завдавши тому поразку. У вирішальній битві в горах Сімахідо (битва біля Кодзіми) Масакадо було знову переможено.
За свою звитягу отримав від імператора Судзаку молодший четвертий ранг, посади очільника клану Тайра, кокусі провінцій Муцу і Тамба, тідзюфу-сьогуна. помічника голови Правого управління імператорських стаєнь (ума-рьо). Помер близько 989 року.